# UAE Team ADQ
A UAE Team ADQ (Código UCI: UAD') é uma equipa ciclista feminino sediada nos Emirados Árabes Unidos com a base logística em Itália, de categoria UCI Women's Team, máxima categoria feminina do ciclismo de estrada a nível mundial.

## Material ciclista
A equipa utiliza bicicletas Cipollini e componentes SRAM.

## Classificações UCI
As classificações da equipa e do seu ciclista mais destacado são as seguintes:
| Temporada | Classificação por equipas | Melhor corredor   | Posição |
| 2016      | 8.º                       | Marta Bastianelli | 16.º    |
| 2017      | 8.º                       | Chloe Hosking     | 10.º    |

## Palmarés
Para anos anteriores veja-se: Palmarés da Alé Cipollini.

### Palmarés de 2020

#### UCI WorldTour de 2020
| Datas | Carreiras | Ganhadora |
|       |           |           |

#### UCI ProSeries de 2020
| Datas | Carreiras | Ganhadora |
|       |           |           |

#### Calendário UCI Feminino de 2020
| Datas          | Carreiras                               | Ganhadora         |
| 9 de fevereiro | Volta à Comunidade Valenciana femininas | Marta Bastianelli |

#### Campeonatos nacionais
| Datas | Carreiras | Ganhadora |
|       |           |           |

## Elencos
Para anos anteriores, veja-se Elencos da Alé Cipollini

### Elenco de 2019
| Integrantes da equipe 2019 | Integrantes da equipe 2019 | Integrantes da equipe 2019            | Integrantes da equipe 2019 |
| Ciclista                   | Data de nascimento         | Equipe anterior                       |                            |
| -------------------------- | -------------------------- | ------------------------------------- | -------------------------- |
| Na Ah-reum                 | 24 março 1990              |                                       |                            |
| Giorgia Bariani            | 19 novembro 2000           |                                       |                            |
| Jelena Erić                | 15 janeiro 1996            | Cylance (2018)                        |                            |
| Chloe Hosking              | 1 outubro 1990             | Wiggle High5 (2016)                   |                            |
| Romy Kasper                | 5 maio 1988                | Boels Dolmans (2016)                  |                            |
| Soraya Paladin             | 4 maio 1993                | Top Girls Fassa Bortolo (2016)        |                            |
| Diana Peñuela              | 8 setembro 1986            | UnitedHealthcare Women's Team (2018)  |                            |
| Nadia Quagliotto           | 22 março 1997              | Top Girls Fassa Bortolo (2018)        |                            |
| Jessica Raimondi           | 21 fevereiro 1999          |                                       |                            |
| Karlijn Swinkels           | 28 outubro 1998            | Parkhotel Valkenburg-Destil (2017)    |                            |
| Anna Trevisi               | 8 maio 1992                | Inpa Sottoli Bianchi Giusfredi (2015) |                            |
| Marjolein van 't Geloof    | 27 março 1996              | Lotto Soudal Ladies (2018)            |                            |
| Eri Yonamine               | 25 abril 1991              | Wiggle High5 (2018)                   |                            |
|                            |                            |                                       |                            |
| Fonte: UCI                 |                            |                                       |                            |